# Tatort: Videobeweis
Videobeweis ist ein Fernsehfilm aus der Krimireihe Tatort. Der vom Südwestrundfunk produzierte Beitrag ist die 1184. Tatort-Episode und wurde am 1. Januar 2022 im SRF und im Ersten erstgesendet. Das Stuttgarter Ermittlerduo Lannert und Bootz ermittelt in seinem 28. Fall.

## Handlung
Am Morgen nach der Weihnachtsfeier einer Versicherung liegt Idris Demir, ein Mitarbeiter, nach einem Sturz von der umlaufenden Balustrade tot im Foyer – inmitten von Glasscherben. Thorsten Lannert und Sebastian Bootz beginnen, den Abend zu rekonstruieren.
Den Ermittlern springt im Haus von Demir ein Hund entgegen, der des Öfteren von der Tochter von Kim Tramell, einer weiteren Mitarbeiterin, ausgeführt wird. Als Bootz den Hund in den Garten lässt, tritt er in einen Hundehaufen.
Während ihrer Ermittlungen stoßen Lannert und Bootz auf Demirs Laptop auf ein Handy-Video, das automatisch auf den Laptop kopiert wurde: Es ist zu sehen, wie Kim Tramell und der Chef, Oliver Jansen, intim werden und Geschlechtsverkehr haben. Bei der Konfrontation der beiden mit dem Video gibt Kim Tramell an, dass sie von Oliver Jansen zum Sex gezwungen und vergewaltigt wurde. Zu einer Szene des Videos, in der Jansen nach etwas zu greifen scheint, sagt sie aus, dass er sie mit einem Brieföffner bedroht und am Arm verletzt habe. Nachdem forensische Untersuchungen dies bekräftigen, wird Jansen verhaftet.
Am Abend sitzt Bootz alleine zu Hause. Mit Blick auf seine Schuhe fällt ihm auf, dass der Hundehaufen, in den er getreten war, trotz Bodenfrost weich war. Ihm wird klar, dass Kim Tramell nach Demirs Tod mit dem Zweitschlüssel ihrer Tochter in dessen Wohnung war, um den Hund in den Garten zu lassen.
Auf diesen Umstand hin angesprochen, gesteht sie die Tat. Die sexuellen Handlungen seien nicht einvernehmlich gewesen, sie habe sich aber nicht offen gewehrt. Demir, der mit ihr um eine Beförderung konkurrierte, sah die beiden zufällig und glaubte, Tramell habe mit dem Vorgesetzten geschlafen, um sich berufliche Vorteile zu verschaffen, weshalb er die Situation mit dem Smartphone filmte. Als er Tramell offenbarte, dass er sie mit dem Video bloßstellen wollte, stieß sie ihn über das Geländer. Während sie das Handy an sich brachte, verletzte sie sich mit Glasscherben am Oberarm. Diese Wunde nutzte sie später, um sich selbst mit dem Brieföffner zu verletzen und so einen sichtbaren Beweis für die Vergewaltigung zu fälschen. Die Bedrohung mit dem Brieföffner durch Jansen war erfunden.

## Hintergrund
Der Film wurde vom 16. November 2020 bis zum 22. Dezember 2020 in Stuttgart, Karlsruhe, Offenburg und Baden-Baden gedreht. Die Premiere fand am 19. August 2021 auf dem SWR-Sommerfestival statt.

## Rezeption

### Kritiken
„Die „Tatort“-Episode „Videobeweis“ greift Vorurteile und Stereotypen auf, vermeidet bei der Zeichnung der Figuren ein simples Gut-Böse-Schema, verharmlost aber nichts – im Gegenteil. Zugleich erzählen Rudi Gaul […] und Katharina Adler einen spannenden Kriminalfall, der bis zuletzt zu fesseln vermag.“

„Riskanter Grenzgang zum Thema sexuelle Gewalt, der auch deshalb aufgeht, weil die großartige Hauptdarstellerin Ursina Lardi alle Widersprüche ihrer Figur ausspielt, ohne sie dabei auch nur einmal zu relativieren. Nach den etlichen Pleiten der Vorwochen beweist der »Tatort« gleich zum Jahresanfang seine Stärke als Debattentreiber.“

### Einschaltquoten
Bei der Erstausstrahlung von Videobeweis am 1. Januar 2022 verfolgten in Deutschland insgesamt 8,35 Millionen Zuschauer die Filmhandlung, was einem Marktanteil von 26,0 Prozent für Das Erste entsprach. In der als Hauptzielgruppe für Fernsehwerbung deklarierten Altersgruppe von 14–49 Jahren erreichte der Tatort 1,41 Millionen Zuschauer und damit einen Marktanteil von 17,3 Prozent in dieser Altersgruppe.